# 熊の皮
熊の皮（くまのかわ）は落語の演目の一つ。

## 概要
小咄から発展したものであり、江戸期の文献では、1773年（安永2年）に出版された笑話本『聞上手』の一編「熊革」、1779年（安永8年）『鯛の味噌津』の「熊の皮」、1818年（文化15年）『落咄口取肴』の「熊の皮」など、類話が多く存在する。これらの原話や演目の成立当初においては、どちらかといえば艶笑の傾向が強かった（後述）が、現在広く演じられているものでは、エロティックな要素は排除されている。

## あらすじ
早く仕事を済ませた甚兵衛が長屋に帰ると、妻からたっぷり用事を頼まれた。炊事や洗濯を終えると、「近所のお医者の先生が出入りしているお屋敷でお祝いごとがあり、届いたお赤飯をおすそ分けしてもらったので、お礼の挨拶に行っとくれ。くれぐれも『女房がよろしく申しておりました』と伝えるのを忘れちゃいけないよ」
医者宅を訪れた甚兵衛は妻から吹きこまれたお礼の口上も伝言もすっかり忘れてしまい、困り果ててしまう。そのうち甚兵衛は、真っ黒いものが敷いてあるのを見つけた。医者に訊くと「『熊の皮』という珍品であり、お屋敷から拝領したものだ」と言う。甚兵衛が「何に使うんです」と訊くと、医者は「尻に敷くものだ」と言う。甚兵衛は急に思い出し、「そういえば先生、女房がよろしくと」

## バリエーション

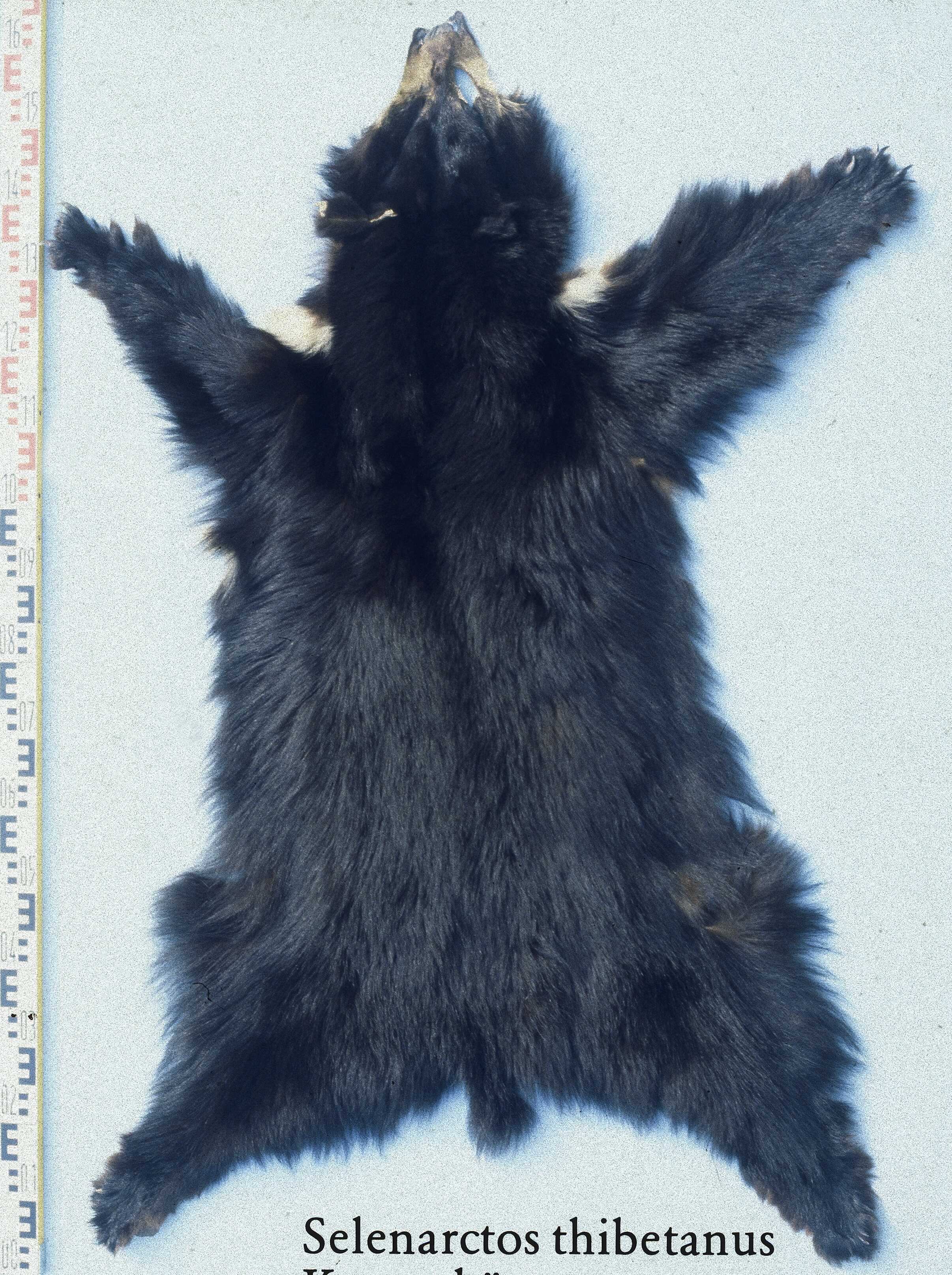
ツキノワグマの毛皮

- 熊の皮で出来た製品を、敷物ではなく、煙草入れや、巾着として演じる場合がある。
- 話の展開には他に、妻が甚兵衛の脛毛を引っぱり、「痛みで私の伝言を思い出すように」と言うシーンを伏線とし、医者に「（熊の皮の）毛を引っぱるな」と言われて甚兵衛が思い出す、というものがある。三遊亭圓朝が『八百屋』の題で演じた速記が残っている[1]。
- 上記あらすじのバリエーションは、妻が夫を自分の意に従わせるという意味の「尻に敷く」という慣用句に掛けたものである。原話や成立当初のバリエーションにおいて、甚兵衛が熊の皮を触って妻の伝言を思い出すシーンは、クマ、とりわけ日本の本州以南に生息するツキノワグマの毛が、黒くてやや縮れており、ヒトの陰毛を連想させることに基づいており、過激なものでは「鉄砲傷の穴が空いている」といった描写がされる場合もある。